# Sihong
Der Kreis Sihong (chinesisch 泗洪县, Pinyin Sìhóng Xiàn) ist ein Kreis der bezirksfreien Stadt Suqian in der ostchinesischen Provinz Jiangsu. Er hat eine Fläche von 2.731 km² und zählt 909.298 Einwohner (Stand: Zensus 2010). Sein Hauptort ist die Großgemeinde Qingyang (青阳镇).

## Administrative Gliederung
Auf Gemeindeebene setzt sich der Kreis aus vierzehn Großgemeinden und neun Gemeinden zusammen. 